# ネオプラン・スペースライナー

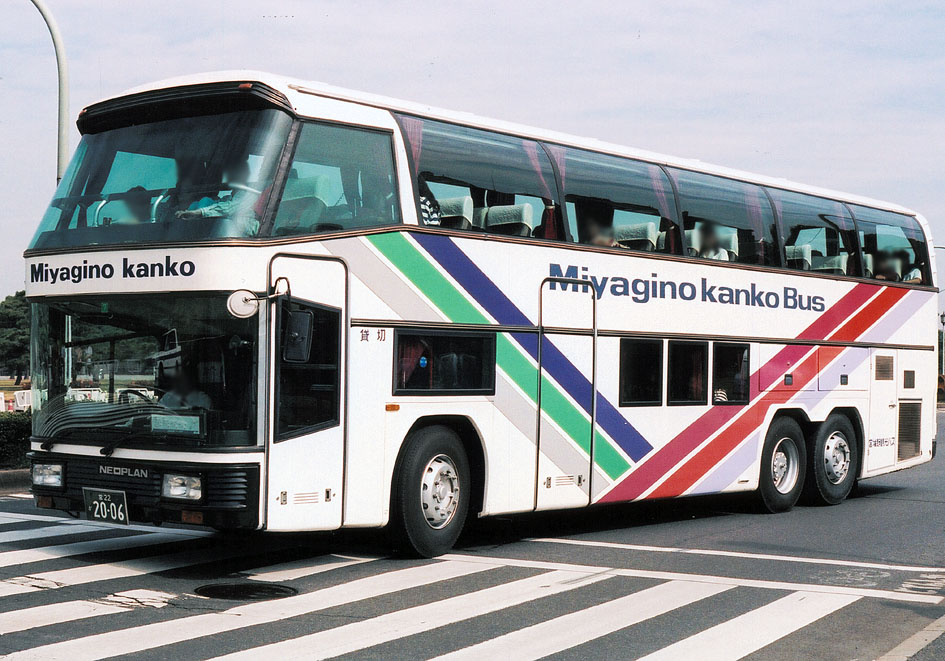
ネオプラン・スペースライナーN117/3 宮城野観光バス

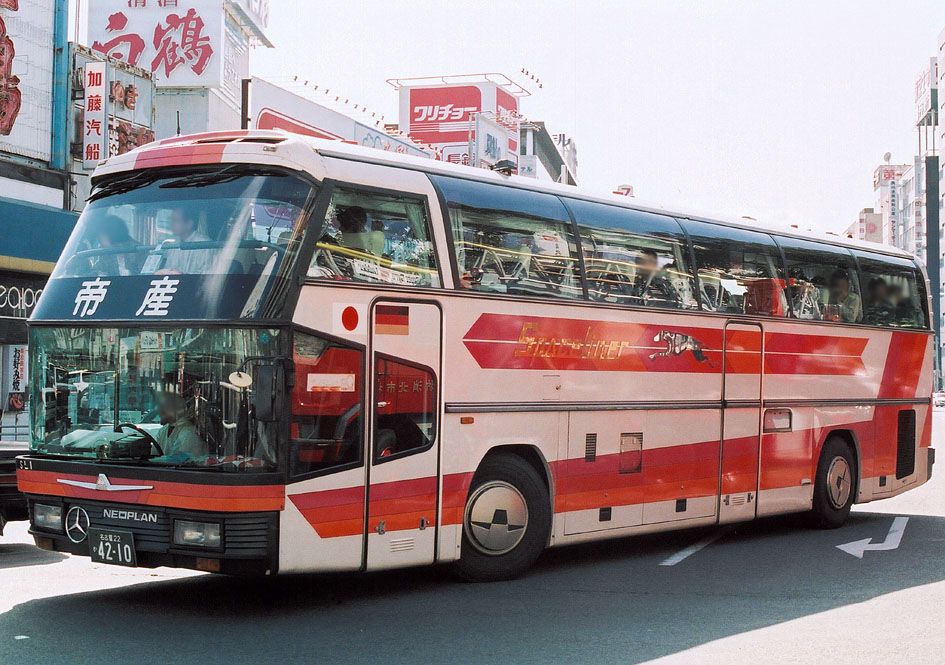
ネオプラン・スペースライナーN117/2　帝産観光バス

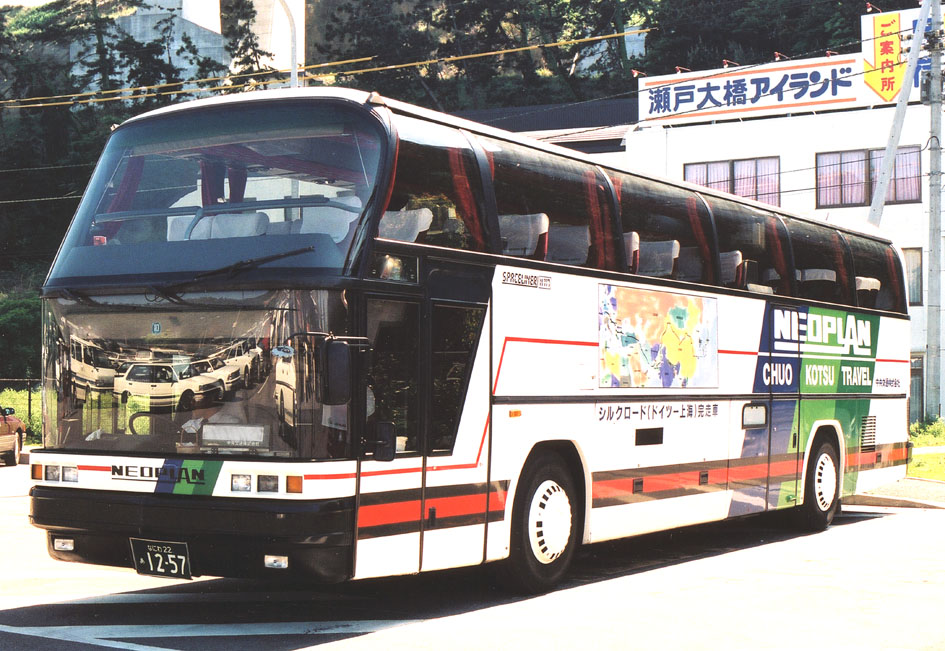
ネオプラン・スペースライナーN117/2 中央交通「マルコポーロ号」

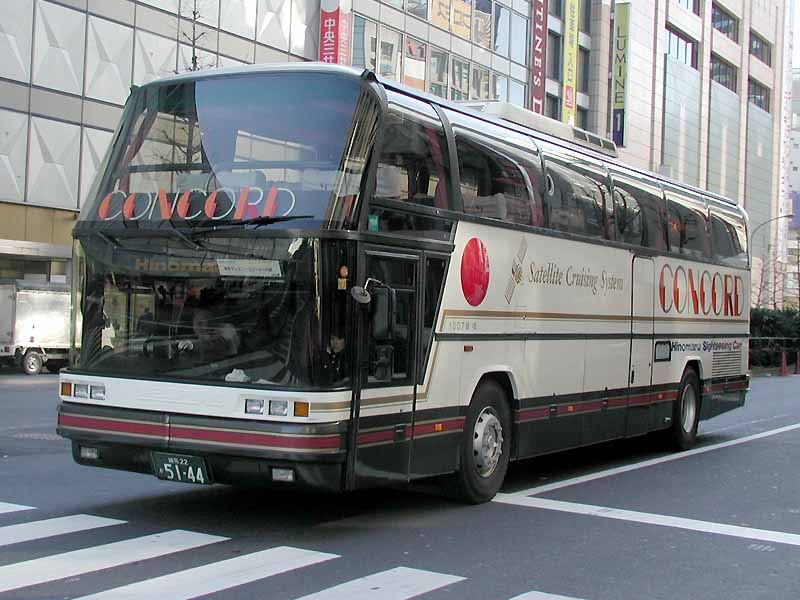
ネオプラン・スペースライナーN117/2 日の丸自動車興業「コンコード」（のちにスカイバスに改造？）

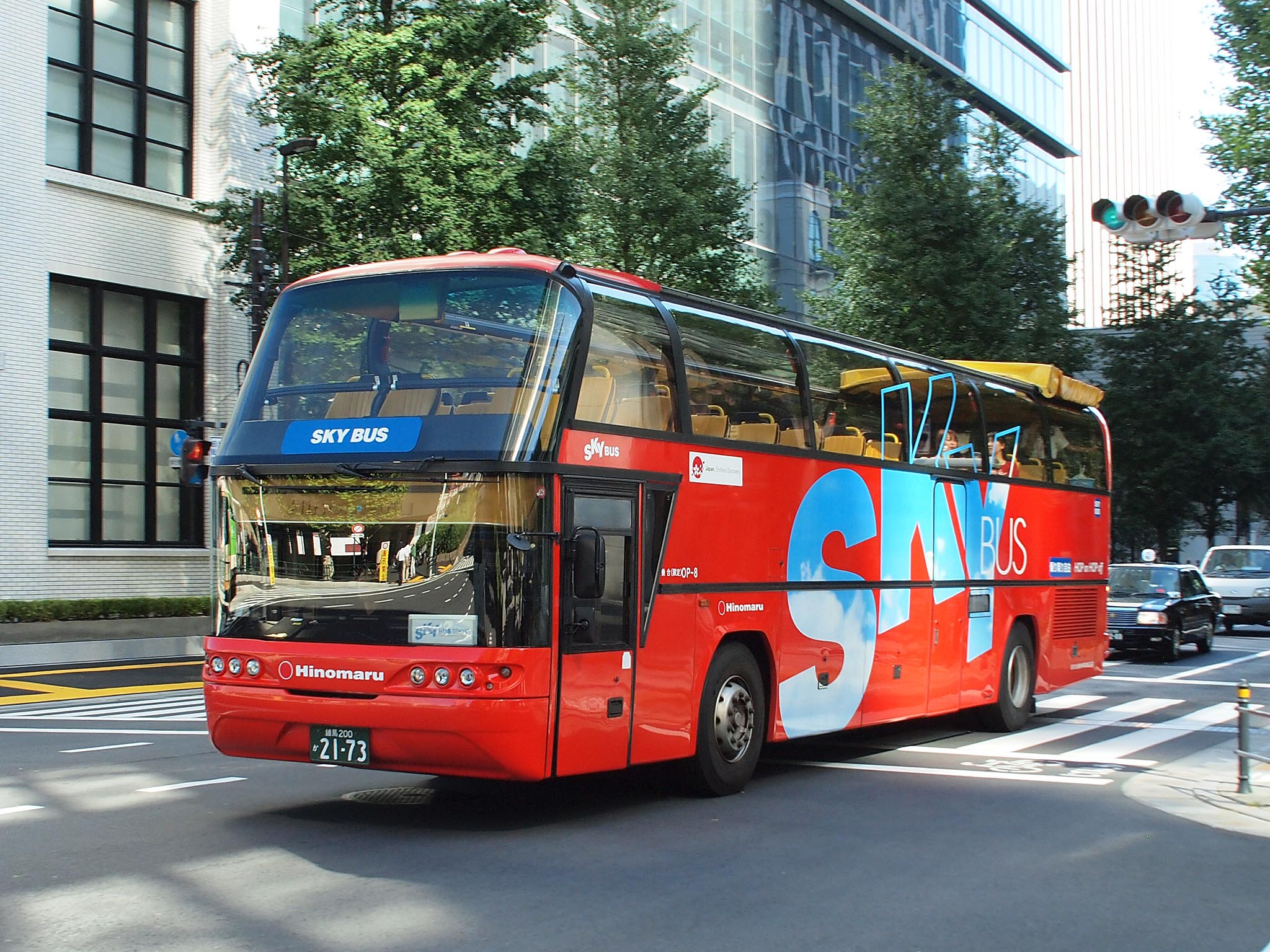
ネオプラン・スペースライナーN117/2 日の丸自動車興業「スカイバス東京」

スペースライナー(Spaceliner)は、ドイツ・ゴットロープアウベルター社製、ネオプランブランドのスーパーハイデッカー観光バスである。今でも一部のバス会社で現役である。

## 概要
1979年に開発された。
ダブルデッカーではどうしても天井高さの関係から居住性が犠牲になるため、1階部分を運転席とトランクルームのみとして、2階席の居住性を図ったモデルである。乗客の乗降は側面中央部のドアから行う。
本型式の派生仕様として、15m車体の「メガスペース」が1994年に発表されている。

## 日本におけるスペースライナー
日本では中央交通により1980年に輸入されたのが最初である。当時の日本の法規では、UFC（アンダーフロア・コックピット）仕様の車両はダブルデッカーとしての扱いであったが、ステップ部にミニサロンを設置した仕様もあった。
1階には運転席のみという「2階だけバス」は、日本においてはケスボーラー・ゼトラに続く2例目であり、この後いすゞ・スーパークルーザーUFCを皮切りに、UFCの観光バスが日野を除く各社からリリースされることになった。
2軸仕様(N117/2)と3軸仕様(N117/3)があり、2軸仕様ではUDトラックス（旧:日産ディーゼル）のエンジンを搭載した車両も存在する。

## エピソード
- 1988年8月、中央交通において行われた、ドイツ・シュトゥットガルトのネオプラン本社から上海までの18600kmを陸路のみで走破するというイベントに使用されたのは、この車種である。エンジンはイベコ-マギルス製の空冷エンジンが搭載されている。